# Prunus cerasoides
Espèce
Classification phylogénétique
Prunus cerasoides est une espèce de plantes à fleurs du genre Prunus et de la famille des Rosaceae. C'est un arbre à feuilles caduques trouvé en Asie orientale. Son aire de répartition s'étend dans l'Himalaya de Himachal Pradesh en Inde jusqu'au sud-ouest de la Chine et en Birmanie. Il pousse dans les forêts de 1 200 à 2 400 mètres d'altitude.

## Description

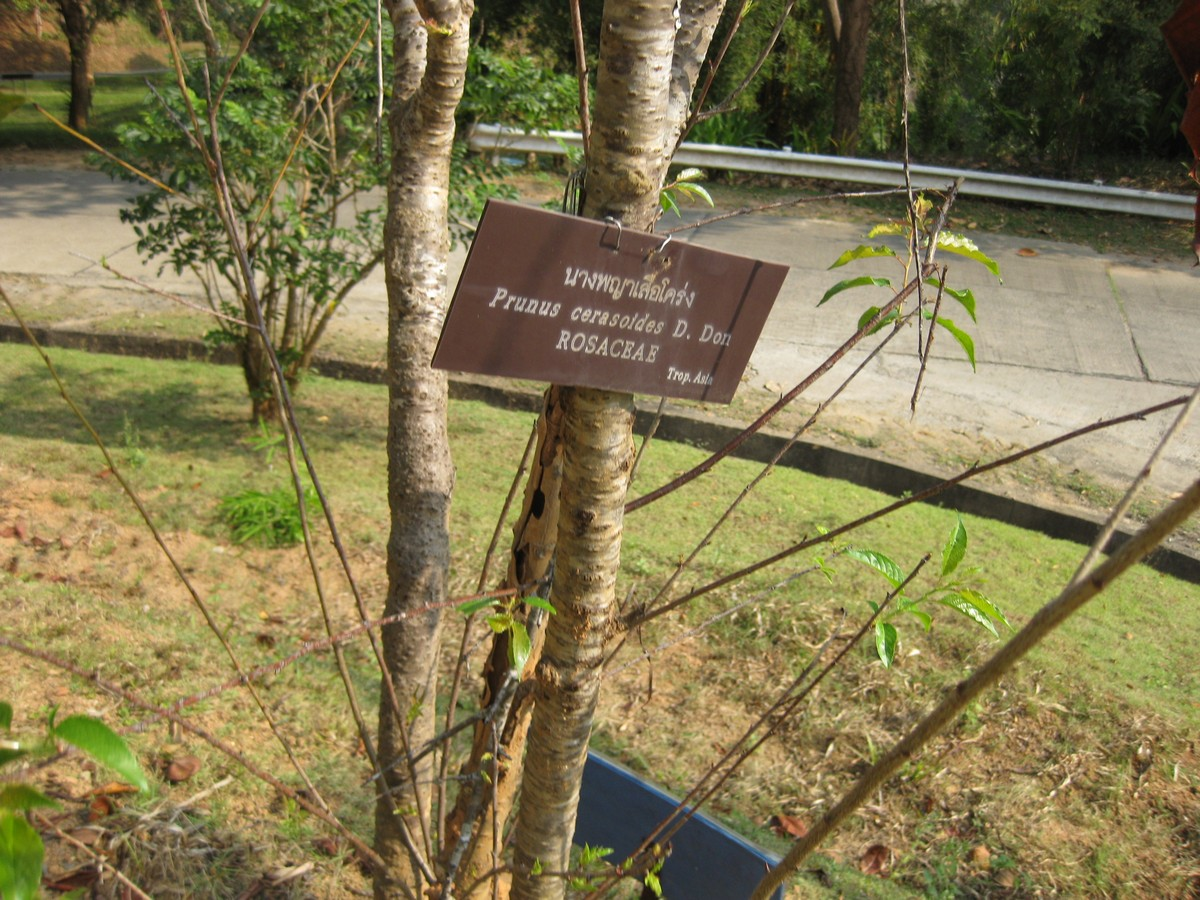
Tronc et écorse du prunus cerasoides, au Jardin botanique de la reine Sirikit, en Thaïlande.

C'est un arbre de taille moyenne qui croît jusqu'à 30 mètres de hauteur. 

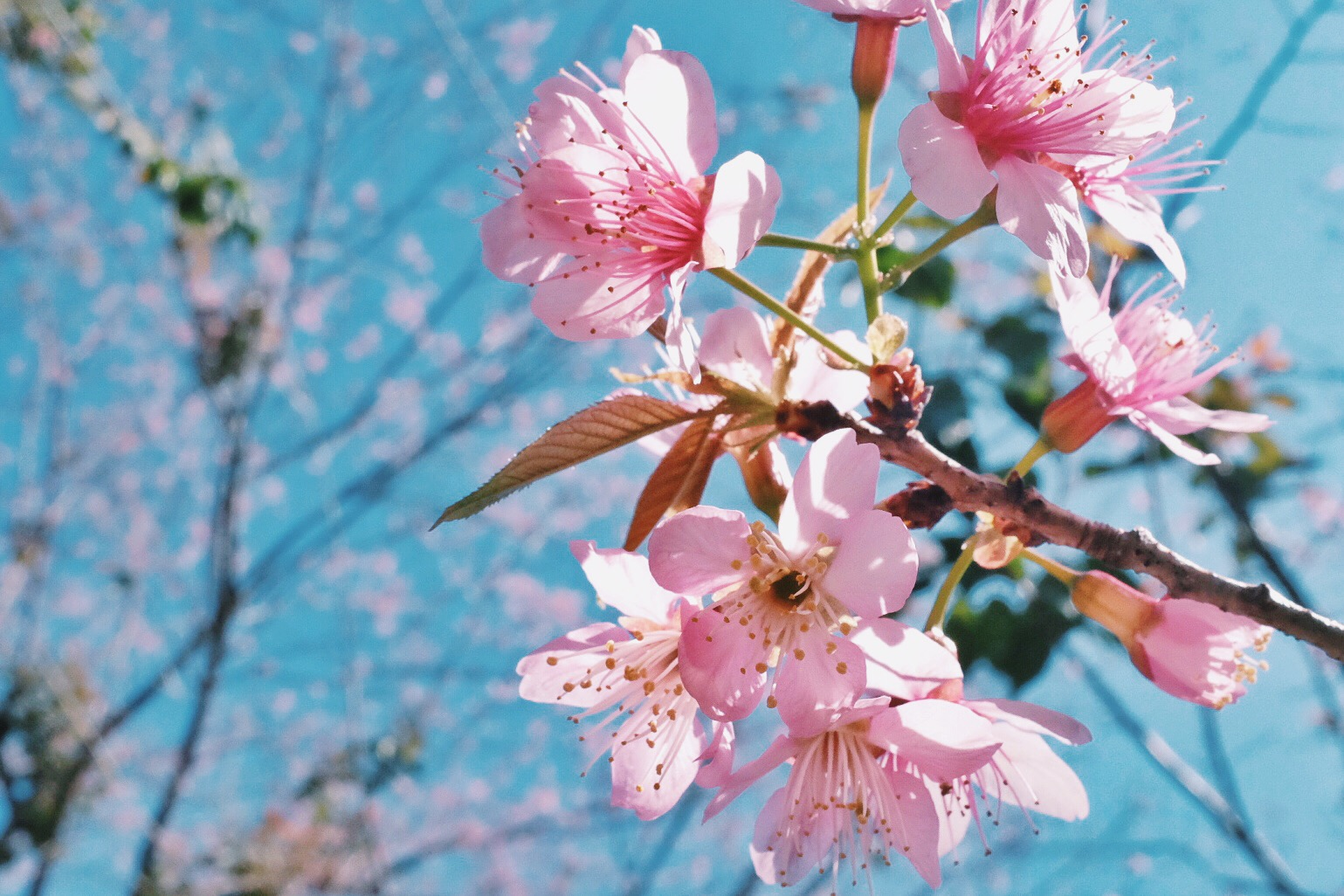
Fleurs, au Parc national de Doi Suthep-Pui, en Thaïlande

Il fleurit en automne et en hiver, particulièrement en janvier et février. Les fleurs, hermaphrodites, sont d'un blanc rosé. 
Il a une écorce lisse, un fruit jaune ovoïde qui vire au rouge en mûrissant. 
Lorsque l'arbre n'est pas en fleur, il est caractérisé par une écorce brillante, annelée, et de longs stipules dentelés.